# Lurs
Lurs is een gemeente in het Franse departement Alpes-de-Haute-Provence (regio Provence-Alpes-Côte d'Azur) en telt 388 inwoners (2004). De plaats maakt deel uit van het arrondissement Forcalquier.
Het dorp is gebouwd op een heuveltop. De plaats was al bewoond tijdens de Romeinse tijd, waarvan de Romeinse brug uit de 2e eeuw getuigt. Vanaf de 9e eeuw deed de plaats dienst als zomerverblijf van de bisschoppen van Sisteron. Bezienswaardig zijn de kerk, de verschillende kapellen, waaronder de kapel Notre Dame des Anges, de promenade des Oratoires en de tour de l'Horloge (16e eeuw).

## Geografie
De oppervlakte van Lurs bedraagt 22,9 km², de bevolkingsdichtheid is 16,9 inwoners per km². Het dorp ligt op een hoogte boven de vallei van de Durance.
De onderstaande kaart toont de ligging van Lurs met de belangrijkste infrastructuur en aangrenzende gemeenten.

## Demografie
Onderstaande figuur toont het verloop van het inwonertal (bron: INSEE-tellingen).
Vanwege een beveiligingsprobleem met de MediaWiki Graph-software is het momenteel niet mogelijk deze grafiek weer te geven. Zodra de software is bijgewerkt zal de grafiek vanzelf weer zichtbaar worden.